# Tauno Lindgren
Tauno Wilhelm Lindgren (4 de dezembro de 1911 — 25 de junho de 1991) foi um ciclista olímpico finlandês. Representou sua nação nos Jogos Olímpicos de Verão de 1936, na prova individual de corrida em estrada.